# Castello di Monte Sant'Angelo
Il castello di Monte Sant'Angelo si trova nel comune di Monte Sant'Angelo, in provincia di Foggia. 
Le prime testimonianze sulla struttura del castello risalgono ai tempi del vescovo Orso, vescovo di Benevento e di Siponto che avrebbe fatto edificare, negli anni 837-838, il castellum de Monte Gargano, con successive modificazioni e rifacimenti.

## Storia
Fino al IX secolo non c'era il castello, ma solo un castrum bizantino, poi il castello fu dimora di principi della signoria dell'Honor Sancti Angeli: fu di Rainulfo Drengot, conte di Aversa, e poi di Roberto il Guiscardo che, dopo aver cinto la città di mura, nell'XI secolo fece riedificare la parte più antica, la torre dei Giganti (di forma pentagonale, alta 18 metri e con mura spesse 3 metri). La struttura venne assumendo importanza nella difesa del Gargano uno dei tre Castra exempta (privilegiati). Era bene della corona dell'Imperatore Federico II, che donò alla terza sposa, la principessa Isabella d'Inghilterra, sorella di Re Enrico III d'Inghilterra, tra i doni di nozze, unitamente a Castel del Monte, di Andria, entrambi ereditati da Enrico Carlotto, figlio legittimo d'Isabella e Federico II. Ospitò Federico II di Svevia e la sua prediletta sposa, la splendida Isabella d'Inghilterra, detta" Isabella dal bel volto" e per questo presenta opere architettoniche in stile federiciano, imponenti, ma raffinate come testimonia la sala duecentesca con un pilastro centrale e volte ogivali ("la sala del Tesoro").
Gli Angioini curarono assai il maniero, ma di esso si servirono come prigione di stato: famose sono le detenzioni di Filippa d'Antiochia (figlia di Federico d'Antiochia e moglie del ribelle Manfredi Maletta) che vi morì nel 1273, e quella della regina Giovanna I di Napoli (forse ivi assassinata) e le cui spoglie sono presumibilmente a Monte Sant'Angelo, nella chiesa di San Francesco.
L'attuale fortificazione evidenzia soprattutto l'influenza degli Aragonesi che, per difendersi dai nemici, realizzarono il torrione a forma di mandorla e il fossato che precede il portale di ingresso.
Divenne anche dimora di principi durazzeschi: infatti qui nacque Carlo III di Durazzo, poi re di Napoli e d'Ungheria.
Divenne anche dimora della nobile famiglia Castriota Scanderbeg, grazie all'indomito Giorgio Castriota Scanderbeg, che ricevette in proprietà’ il Feudo di Monte Sant’Angelo dai Regnanti, per il grande aiuto che egli portò al Re di Napoli e per aver egli stesso, con l'esercito di cui era a capo, salvato la vita allo stesso Re Ferdinando I a Barletta.
Nel XV secolo, tra il 1491 e il 1497, con l'invenzione delle armi da fuoco, furono indispensabili interventi sulla struttura che venne affidata a Francesco di Giorgio Martini (ingegnere militare del XV secolo), ed assunse l'aspetto che conserva tuttora.
Nel 1552, sotto approvazione del re Carlo IV, il feudo ed il castello furono acquistati dalla famiglia Serra Grimaldi, la quale ne assunse i pieni diritti feudali. Dal 1552 fino alla fine del XVIII secolo, altre famiglie acquisirono potestà del castello e annesso territorio feudale, (sotto rapporti di vassallaggio) tra le quali gli Arcella ed i Vischi.
Il castello fu ceduto nel 1802 al Municipio di Monte Sant'Angelo che ne assunse definitiva proprietà nel 1810.
Nell'ultimo secolo il castello di Monte Sant'Angelo è stato oggetto di diversi interventi di restauro.

## Descrizione

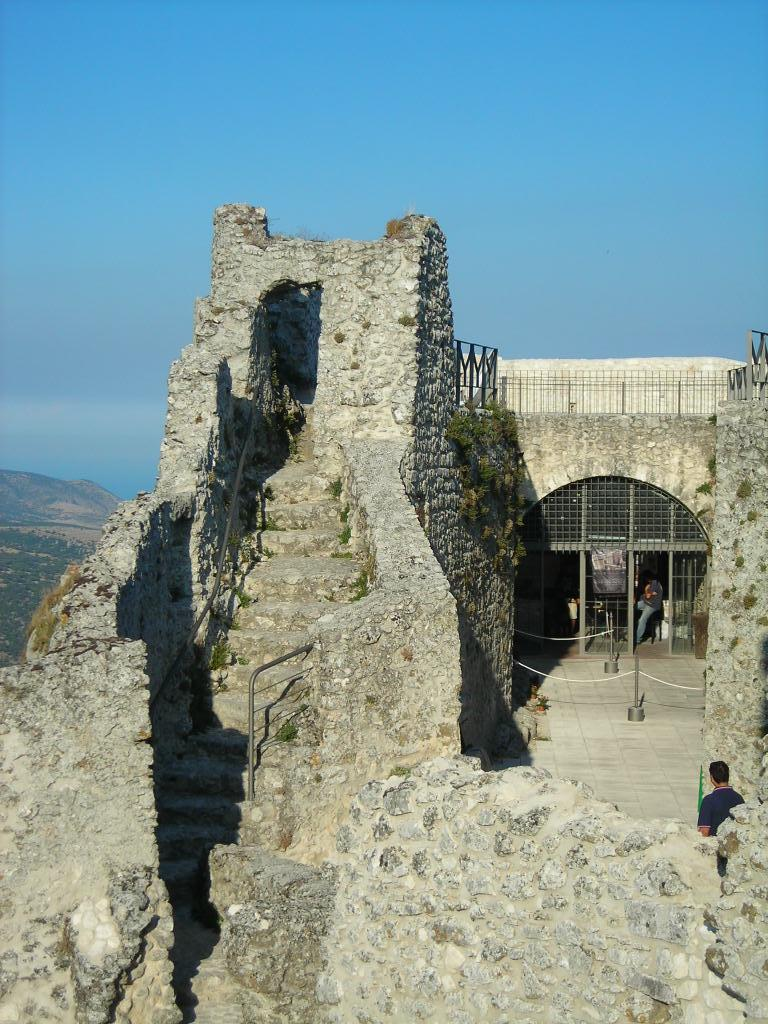
Camminatoio sulle mura

Esso è situato nella parte alta del paese.
La sua fortezza risale alla prima metà del IX secolo, quando Orso I, vescovo di Benevento, fece edificare, tra l'837 e l'838, un castrum bizantino, contribuendo così al venire ad esistenza del castellum del Monte Gargano. In seguito i principi dell'Honor Montis Sancti Angeli fecero costruire la cosiddetta torre dei Giganti, una maestosa torre pentagonale alta 18 metri e con mura spesse 3 metri.
Il castello era fornito di alcune zone residenziali in cui abitavano il capitaneus, i funzionari e la guarnigione armata; ma anche di scuderie, magazzini, cisterne, mulino, forno, falegnameria, cappella, uffici amministrativi. Non mancavano locali destinati a carcere: un'orrida prigione è situata nei sotterranei della torre dei Giganti. Di quell'epoca è ancora ben conservata una sala duecentesca con un grande pilastro centrale e volte ogivali, comunemente detta sala del Tesoro.
Con il passare del tempo il castello fu potenziato con due torri tronco-coniche, dal bastione orientale e da un sistema di cortine in muratura dotate di feritoie. In origine poi il castello era difeso da una muraglia, di cui non rimangono che i ruderi, e da un fossato valicabile per mezzo di un ponte levatoio, poi sostituito da uno fisso sostenuto da due archi.
Alla costruzione si accede tramite un portale, il quale è preceduto dal ponte a due archi collocato attraverso il fossato che anticamente circondava la fortezza. Entrando si incontra il posto di guardia posizionato sulla destra, e un ampio locale in cui si trovano le scuderie e il deposito delle munizioni. Sulla sinistra si aprono due porte: attraverso la prima si raggiunge l'esterno del castello, attraverso la seconda una scala che conduce alla sommità del sovrastante Torrione a carena.
Si accede quindi al vestibolo, costituito da un cortile lungo 21 metri e largo più di 4 metri, che immette nell'ampia corte interna, limitata dagli spalti che difendevano il fossato e da due torri cilindriche, fra le quali si apre il portale del corpo centrale del castello.
Di qui una scala sale ai piani superiori, dove si può visitare la sala del Tesoro: un ampio ambiente illuminato da un'unica finestra, con soffitto a volte sorretta da un massiccio pilastro centrale. Da questa scala, che doveva essere adibita alle feste e ai convivi, si accede da un lato agli appartamenti del castellano, dall'altro a quelli dei cortigiani.